# Mekele
Mekele (tigrajsky መቐለ, amharsky መቀሌ) je hlavní město státu Tigraj na severu Etiopie. Město má přibližně 324 tisíc obyvatel, převážně z etnika Tigrajů a převážně s etiopským pravoslavným vyznáním.